# Melchior Böniger

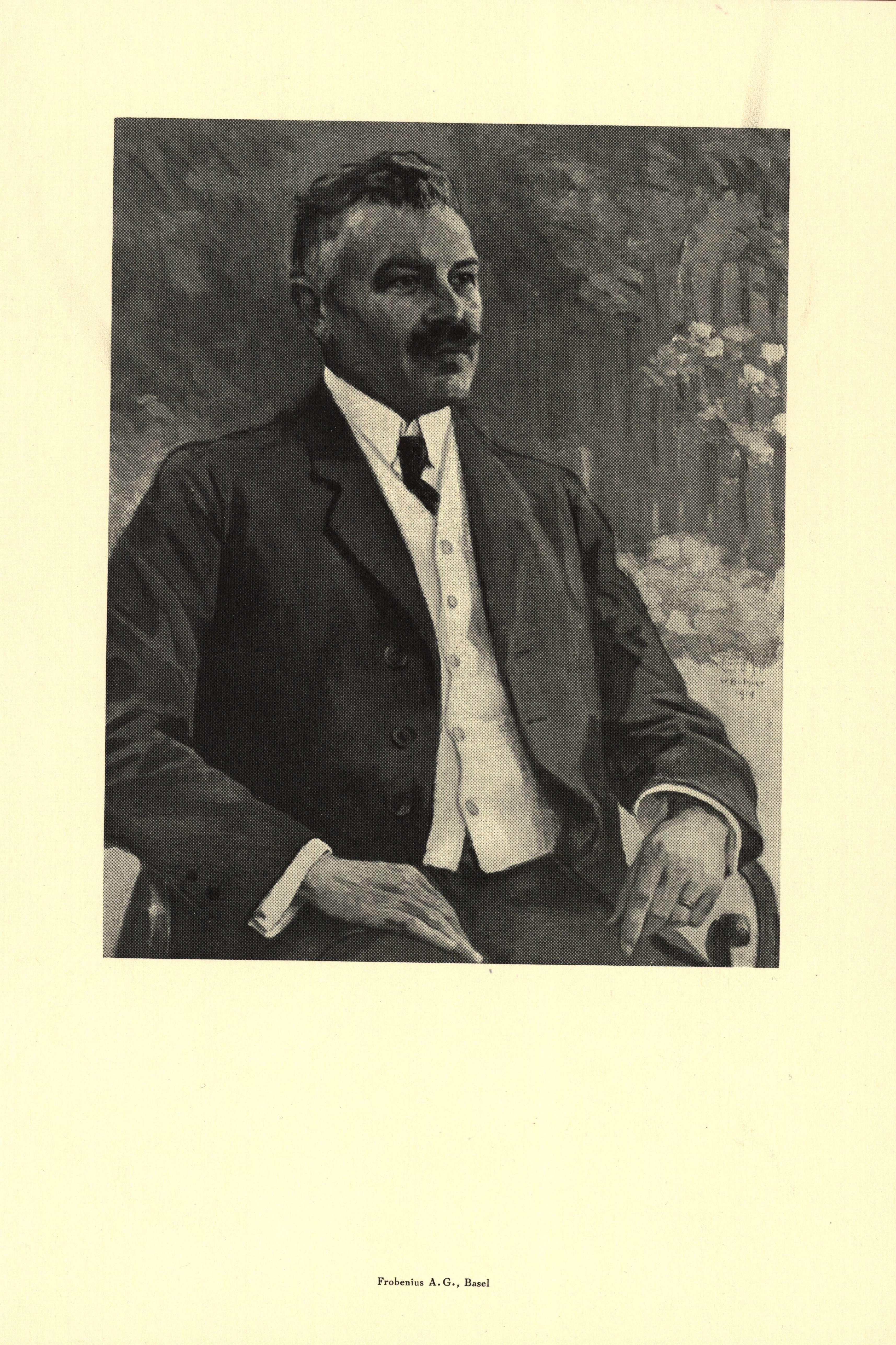
Melchior Böniger-Ris (etwa 1919)

Melchior Böniger (* 21. Dezember 1866 in Nidfurn, Kanton Glarus; † 30. Juli 1929 in Kreuzlingen, Kanton Thurgau) war ein Schweizer Chemiker und Direktor.

## Leben und Werk

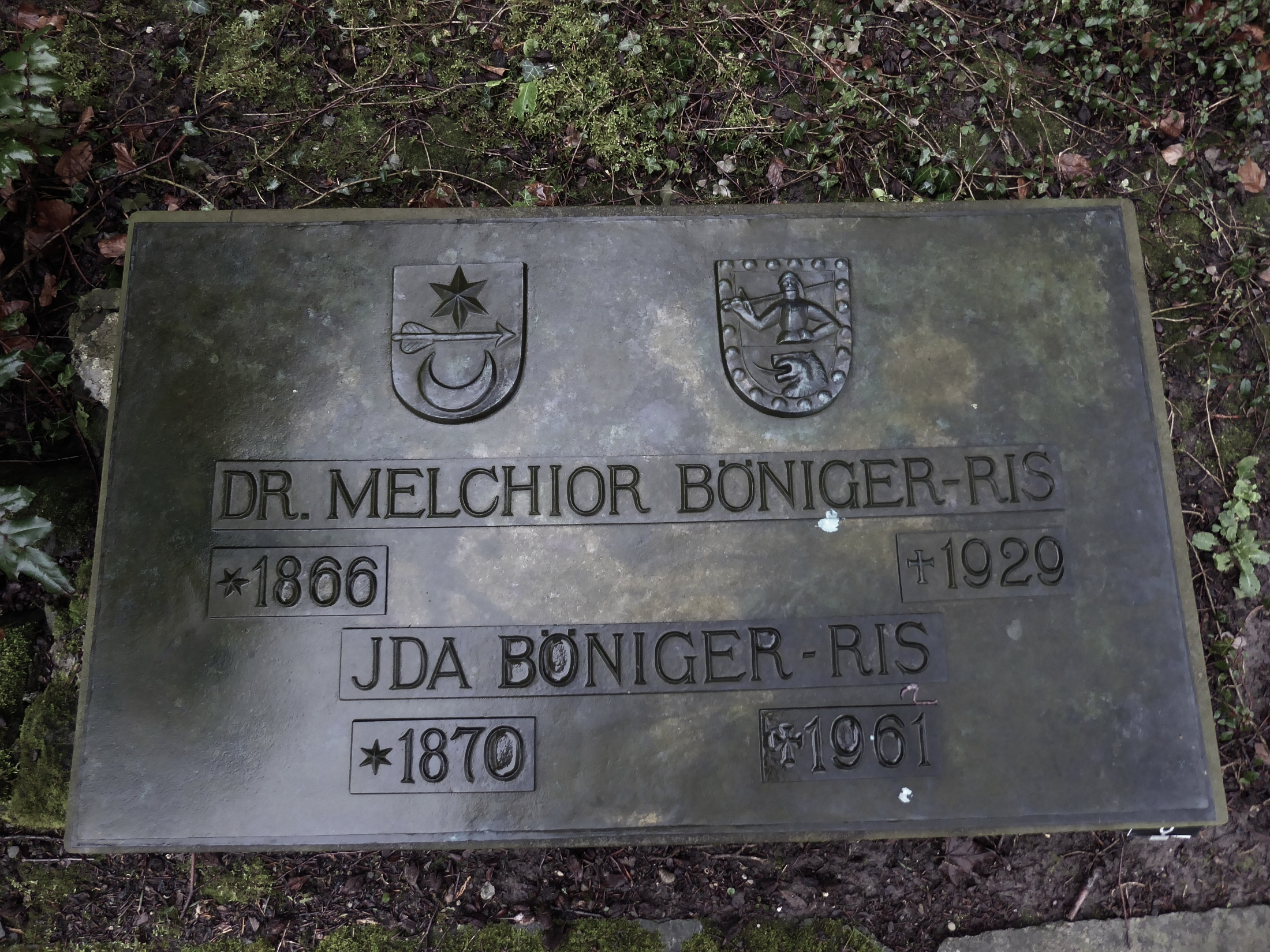
Grab, Friedhof am Hörnli

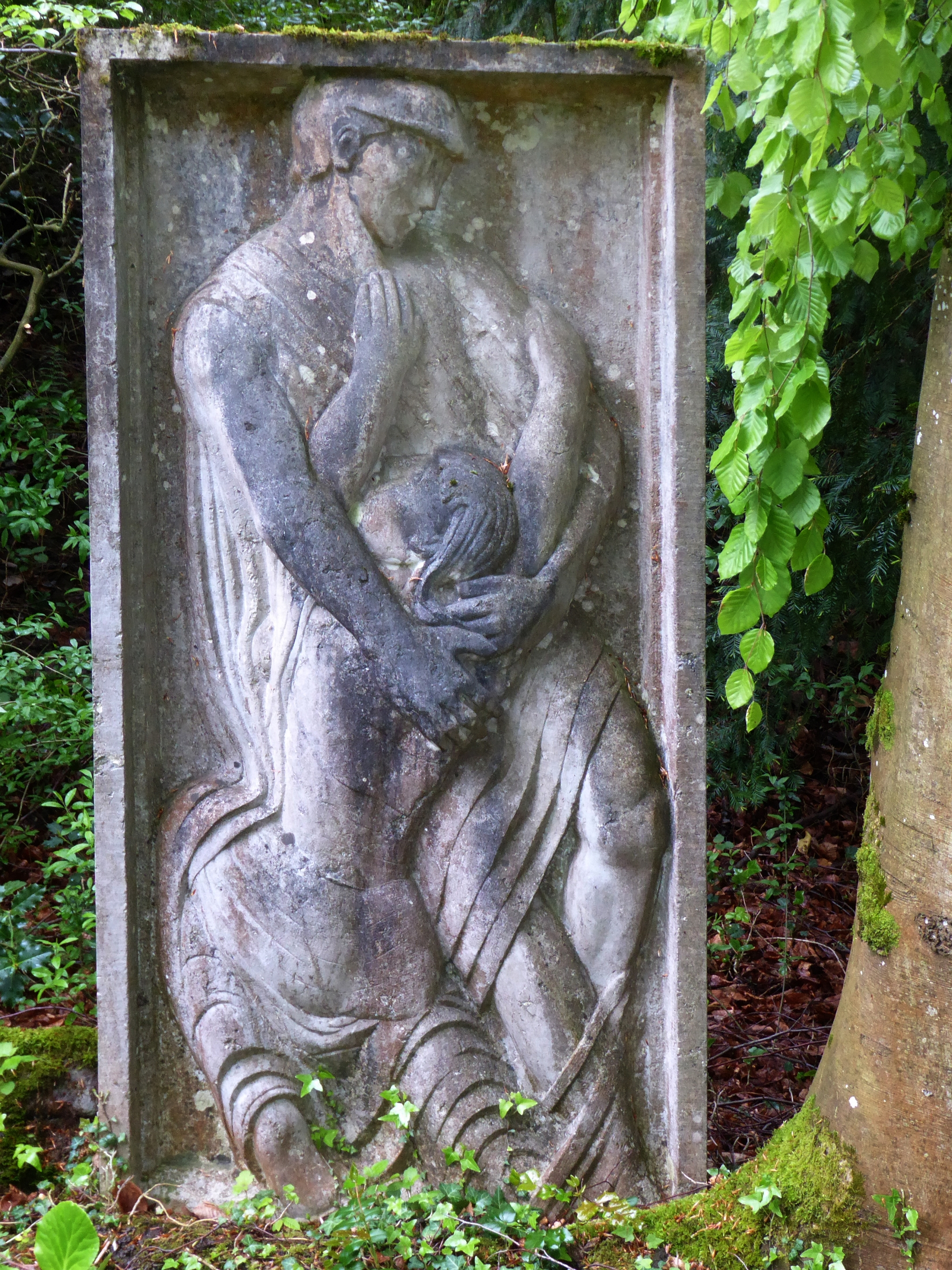
Grabstein für Melchior Böniger-Ris von Alexander Zschokke

Böniger erwarb 1888 das Diplom als Fachlehrer naturwissenschaftlicher Richtung am Polytechnikum Zürich und promovierte ein Jahr später an der Universität Zürich. Anschliessend arbeitete er in Basel als Chemiker bei der Firma Kern & Sandoz, der späteren Sandoz, und war von 1895 bis 1926 deren Direktor. Zudem war Böniger von 1901 bis 1908 Präsident der Basler Liedertafel und von 1924 bis 1928 Präsident der Schweizerischen Gesellschaft für die chemische Industrie. Böniger war mit der aus Mitlödi stammenden Ida, geborene Ris (1870–1961), verheiratet. Seine letzte Ruhestätte fand er auf dem Friedhof am Hörnli.